# B-52 (drink)
B52 (även Bifi eller Bifty) är en shot sammansatt av Kahlúa, Baileys Irish Cream och Grand Marnier (i senare versioner ersatt med triple sec eller Cointreau). Korrekt anrättad uppvisar cocktailen tre välavgränsade skikt, till följd av ingrediensernas olika densiteter.

## Historia
Ursprunget till B-52 är inte väldokumenterat, men ett påstående är att B-52 uppfanns av Peter Fich, en barföreståndare på Banff Springs Hotel i Banff i Alberta i Kanada.  Fich namngav alla sina nya drinkar efter favoritband, album och låtar, och han uppkallade drinken efter bandet med samma namn, och inte efter det amerikanska bombplanet B-52 Stratofortress.

### Variationer
B-52:s utbredda popularitet har resulterat i många variationer, var och en har fått en något annan beteckning (se nedan för ett litet urval). Sammantaget kallas dryckerna B-50-serien med skiktade cocktails.
Drycken blev en favorit i norra London i slutet av 2009 när Arsenals anfallare Nicklas Bendtner bytte tröjnummer från 26 till 52 och fick då smeknamnet "B52".

## Flammande B-52
För en Flammande B-52 antänds det övre lagret, vilket ger en blå flamma. Att fylla glaset till toppen minskar mängden glas som utsätts för lågorna, vilket gör glaset mindre troligt att gå sönder men lättare att spilla. Rumstempererad Triple Sec är ej lättantändligt, så det värms ibland upp före användning eller toppas med ett litet lager av stark rom (65–85%) som Bacardi 151 eller Stroh 80. En sådan beredning kan kallas "B-52 On a Mission". 

## Varianter
- B-51, en B-52 med Frangelico hasselnötlikör istället för Triple Sec.
- B-52 med Bomb Bay Doors, en B-52 med ett 4:e lager Bombay gin.
- B-52 i öknen, eller en B-52 med en mexikansk Tailgunner, en B-52 med tequila istället för Bailey's Irish cream.
- B-52 med Full Payload, en B-52 med ett fjärde lager av Frangelico och ett femte lager av Bacardi 151 rom, som tänds i eld.
- B-53, en B-52 med Sambuca istället för irländsk gräddlikör.
- B-54, en B-52 med Amaretto mandellikör istället för Triple Sec.
- B-55, en B-52 med absint istället för Triple Sec, även känd som B-52 Gunship.
- B-57, en B-52 med pepparmyntsnaps istället för irländsk grädde.
- B-156, en B-52 men tre gånger större i ett Old fashioned-glas.